# ル・メ＝シュル＝セーヌ
ル・メ＝シュル＝セーヌ （Le Mée-sur-Seine）は、フランス、イル＝ド＝フランス地域圏、セーヌ＝エ＝マルヌ県のコミューン。

## 地理
ル・メはパリの南東約40マイル、セーヌ河岸にある。コミューン内は4地区に分かれ、4つの公園がある。

## 交通
- 道路 - D39、D346
- 鉄道 - RER D線メ駅

## 歴史
- 古代、ガリア系のセノン族（fr）が定住していた。
- 1085年 - シュヴァリエのピエール・ド・リヴェがメ領主であった
- 1225年 - ル・メはMasの名で初めて記された。Masとはフランス語のMansus、当時の領主ティボー・ド・マスより派生している。
- 1676年 - フラギエ家が領主となる
- 17世紀 - 石炭採掘が始まる（1850年まで）
- 1771年 - 初めて教会ができる
- 1782年 - 初めて学校ができる
- 1789年 - ル・メ・レ・ムラン（Le Mée Les Melun）と改名させられる
- 1845年 - 鉄道が開通する
- 1889年 - 1771年に建てられたかつての教会のあった場所に、ノートルダム・ド・ラ・ナティヴィテ教会完成[1]
- 1938年 - ル・メ＝シュル＝セーヌが正式名称になる

## 人口統計
| 1962年 | 1968年 | 1975年 | 1982年 | 1990年 | 1999年 | 2006年 |
| ------ | ------ | ------ | ------ | ------ | ------ | ------ |
| 1 391  | 4 426  | 10 056 | 13 917 | 20 933 | 21 217 | 20 580 |

## 姉妹都市
- メッケンハイム、ドイツ
- ポソブランコ、スペイン